# Cento e cinquenta e sete
157 (cento e cinquenta e sete) é o número posterior ao 156 e anterior ao 158.

## Na matemática
157 é:
- o 37º número primo. O próximo primo é 163 e o primo anterior é 151.
- um número primo equilibrado, porque é igual à média aritmética entre os primos imediatamente antes e depois.
- um omirp (é primo e também primo de trás pra frente)
- um número primo de Chen.
- o maior e mais conhecido primo p cujo  {\displaystyle {\frac {p^{p}+1}{p+1}}} também é primo.
- o menor primo irregular com o índice 2.
- um número palíndromo nas bases 7 (3137) e 12 (11112).
- um repunit (somente 1s) na base 12, e então é um primo único na mesma base.

Na base 10, 1572 é 24649, e 1582 é 24964, que usam os mesmo dígitos. A entrada anterior é 13, e a próxima entrada após o 157 é 913.

## Na música
- "157 Riverside Avenue" é uma canção de REO Speedwagon em seu álbum de estreia, REO Speedwagon , em 1971. O título refere-se a um endereço em Westport, Connecticut onde a banda se hospedou durante a gravação.
- A Sonata para Piano No. 1 em mi maior, D. 157 é uma sonata para piano em três movimentos por Franz Schubert.

## Em esportes
- Ken Carpenter tem o recorde estadunidense no lançamento de disco, e ganhou o título nacional NCAA com um lance de 157 pés em 1936.
- Stephen Curry, basquetebolista do Golden State Warriors detém a o recorde na NBA de 157 jogos consecutivos onde fez uma cesta de 3 pontos (de 13 de novembro de 2014 a 4 de novembro de 2016).

## No transporte
- A British Rail Classe 157 foi a designação dada a vários trens a diesel unitários da família Sprinter
- Linha de ônibus 157 de Londres
- Voo 157 da American Airlines de Nova York com destino à Cidade do México caiu em 29 de novembro de 1949
- 157th Street (IRT Broadway – Seventh Avenue Line), estação de metrô em Nova York, em Manhattan, servida pelo trem 1.
- 157th Rua (Manhattan), uma rua na Cidade de Nova York

## Em outras áreas
157 também é:
- O ano de AD 157 ou 157 A.C.
- 157 AH é um ano no calendário Islâmico , que corresponde a 773–774 EC
- O número atômico de um elemento temporariamente chamado de Unpentseptium
- 157 Dejanira é um cinturão de asteróides
- O157, Escherichia coli O157:H7
- Financial Accounting Standards Board: a instrução Nº 157 define valor justo[1]
- Do sul Qu'appelle Nº 157, de Saskatchewan é um município rural, em Saskatchewan, no Canadá
- Departamento de Estado dos Estados Unidos: DS-157 é o formulário suplementar de visto de não-Imigrante[2]
- One57, um arranha-céu parcialmente concluído em 157 West 57th Street, em Nova York, onde um guindaste desmoronou parcialmente durante o Furacão Sandy.